# 밴 더 그래프 제너레이터
밴 더 그래프 제너레이터(Van der Graaf Generator)는 잉글랜드의 록 밴드이다.